# Canadisk los
Canadisk los (latin: Lynx canadensis) er et rovdyr i kattefamilien. Den canadiske los er udbredt i det nordlige USA, det meste af Canada og i store dele af Alaska. Den minder meget om europæisk los, men er fysisk mindre.
Canadisk los har tæt sølvgrå/brun pels som kan have sorte markeringer. Gennemsnitsvægten er cirka 11 kg. Kropslængden er normalt 80-105 cm og skulderhøjden cirka 60 cm hos voksne dyr. Hannen bliver større end hunnen.
Den canadiske los er kendt for at vandre, og en enkelt hanlos (med betegnelsen BC-03-M-02) blev indfanget i British Columbia i 2003 og udsat i Colorado, hvorfra han forsvandt i 2007. I januar 2010 blev han fundet i en fælde i Alberta efter således at have vandret de 2000 kilometer fra Colorado.

## Underarter
Det regnes med tre underarter. Den såkaldte Newfoundlandlos (L. c. subsolanus) er fysisk større end de to fastlandslosser. Den såkaldte arktiske los (L. c. mollipilosus ) har brunere, tættere, blødere og mere ulden pels end den almindelige canadiske los (L. c. canadensis). Hovedskallen er desuden smallere, højere og noget mere buet.
- L. c. canadensis (Sydsanada, dele af Alaska og det nordlige USA, også kaldt almindelig canadisk los)
- L. c. mollipilosus (Nordcanada og dele af Alaska, også kaldt arktisk los)
- L. c. subsolanus (endemisk for Newfoundland, også kaldt Newfoundlandlos)